# 藤井貫一
藤井 貫一（ふじい かんいち、1887年（明治20年）1月3日 - 1975年（昭和50年）3月11日）は、大日本帝国陸軍軍人、伊丹市長。最終階級は陸軍少将。

## 経歴
1887年（明治20年）に新潟県で生まれた。陸軍士官学校第19期、陸軍大学校第32期卒業卒業。1931年（昭和6年）3月に台湾軍司令部附となり、台北帝国大学に配属され、1932年（昭和7年）8月に陸軍歩兵大佐に進級。1933年（昭和8年）8月に歩兵第36連隊長に転じ、1936年（昭和11年）3月7日に神戸連隊区司令官に着任。
同年12月1日に陸軍少将進級と同時に対馬要塞司令官に就任。1938年（昭和13年）7月15日に待命、7月27日に予備役に編入された。1944年（昭和19年）8月7日に伊丹市長に就任し、1945年（昭和20年）10月30日まで務めた。その後、公職追放となった。